# Торілл Ейде
Торілл Ейде (норв. Torill Eide, нар. 24 лютого 1950) — норвезька дитяча письменниця.
Вона дебютувала в 1978 році книгою для молодих людей «Ville så gjerne fortelle om sommeren…» Серед інших її книг — «Det vil komme nye dager» з 1983 року та «Huletur» з 1988 року. У 1993 році їй було присуджено премію Brage за Skjulte ærend.